# إبيقور
إبيقور (باليونانية: Ἐπίκουρος) هو فيلسوف يوناني قديم عاش في الفترة بين عامي (341-270 ق.م)، أسس مدرسة فلسفية سميت باسمه هي المدرسة (الإبيقوريّة).
قام بكتابة حوالي ثلاثمائة منجز لم يصلنا منهم إلا بعض الأجزاء والرسائل ومعظم ما وصلنا من الفلسفة الإبيقورية مستمد من التابعين لها وبعض المؤرخين ومنها النصوص التي حفظها ديوجينس اللايرسي Diogéne، فهي رسالة موجهة إِلى هيرودوت في الطبيعيات، ورسالة موجهة إِلى فيتوكليس في الآثار العلوية، ورسالة موجهة إِلى ميناقايوس في الأخلاق؛ ومئة وإِحدى وعشرون فكرة هي ملخص المذهب.
غاية الفلسفة بالنسبة لإبيقور كانت الوصول للحياة السعيدة والمطمئنة ولها خاصتين: "Ataraxia "، وتعني الطمأنينة، والسلام، والتخلص من الخوف و" Aponia " وتعني غياب الألم، والاكتفاء الذاتي محاطاً بالأصدقاء. قال إبيقور أن السعادة والألم هما مقياس الخير والشر، وأن الموت هو نهاية الجسد والروح ولهذا لا ينبغي أن نرهبه، وأن الآلهة لا تكافيء أو تعاقب البشر، وأن الكون لا نهائي وأبدي، وأن أحداث الكون تعتمد بالأساس على حركات وتفاعلات الذرات في الفراغ.

## حياته
كان والده ووالدته أثينييْن، نوكليس وهارييستريتي، وكان أبوه قد هاجر إلى مستعمرة أثينية بإحدى جزر بحر إيجة تسمى جزيرة ساموس قبل حوالي عشرة سنوات من ولادة إبيقور في فبراير 341 ق.م. تعلم إبيقور الفلسفة في صباه علي يد معلم أفلاطوني يسمى بامفيلوس.
وفي الثامنة عشر من عمره ذهب إلى أثينا لمدة سنتين لتأدية الخدمة العسكرية وقد خدم معه في نفس الفئة العمرية الكاتب المسرحي ميناندير.
بعد موت الإسكندر الأكبر، هجّر بيرديكاس جميع الأثينيين المقيمين بساموس إلى مدينة كولوفون التي تقع على سواحل ما يسمى بتركيا الآن حيث ذهب إبيقور إليهم هناك بعد انتهاء خدمته العسكرية. وتعلم على يد نوزيفانس الذي اتبع تعاليم ديموقريطوس.
في العامين 311 و 310 ق.م تعلم إبيقور في ميتيليني ولكنه تسبب في بعض الصراعات وأُرغم على الرحيل. ذهب بعدها إلى مدرسة في لامباسكس قبل أن يرجع إلى أثينا في العام 306 ق.م. وهناك أسس «الحديقة»، وهي مدرسة فلسفية سماها نسبة لحديقته التي كانت تقع في منتصف المسافة تقريبا بين الرواق الإغريقي المعمد والأكاديمية الأفلاطونية وكانت تعد مكان تجمع أعضاء المدرسة. رغم تأثره بمفكرين أقدم منه مثل ديموقريطوس الذي اختلف معه في نقطة شديدة الأهمية وهي مبدأ الحتمية، فقد كان إبيقور ينكر دائما هذا التأثر ويتهم الفلاسفة الآخرين بالخلط ويدّعي أنه تعلم ذاتيا.
لم يتزوج إبيقور طوال حياته ولم ينجب. كان يعاني من الحصى الكلوية وتملك منه مرض حتي توفي في العام 270 ق.م عن عمر يناهز 72 عاماً ورغم الألم الشنيع الذي كان يشعر به، كتب إلى صديق له في لامباسكاس يقول:
«أكتب لك هذا الخطاب في يوم سعيد، وهو أيضا آخر يوم لي في الحياة، لقد أصبت بانحباس البول والديزنتاريا، وهو شيء مؤلم جدا حيث لا يمكن أن يكون هناك مثيلا لمعاناتي، ولكن بهجة عقلي التي تأتي من إعادة تأمل جميع دراساتي الفلسفية، تخفف عني كل الآلام. أرجو منك الاهتمام بأطفال مترودورس، بطريقة تليق بتفاني هذا الشخص من أجلي ومن أجل الفلسفة».

## المدرسة الفلسفية
هناك ثمانية مفاهيم ابيقورية أساسية:
1-لا تخف من الآلهة.
2- لاتخف من الموت.
3- لاتخف من الألم.
4- عش ببساطة.
5- ابحث عن المتعة بحكمة.
6- اعقد صداقات وابحث عن أصدقاء وكن حسن المعاملة لأصدقائك.
7- كن مخلصا في حياتك وعملك.
8- ابتعد عن الشهرة والطموح السياسي.
يقول إبيقور عن اللذة:
أما أن اللذة خير فذلك أمر بديهي يشعر به الإنسان كما يشعر أن النار حارة وأن الثلج أبيض.
إن اللذة هي بداية الحياة السعيدة وغايتها.
بالنسبة لي لا يمكنني أن أتصور ماهو خير إذا استبعدنا ملذات الطعام والحب وكل ما يمتع العين والأذن.
إننا لا نبحث عن أية لذة... ولا ينبغي أن نتجنب كل ألم.
اللذة التي نقصدها هي التي تتميز بانعدام الألم في الجسد والاضطراب في الجسد.
وبمجرد أن تتحقق لنا هذه الحالة حتى تهدأ كل عواصف النفس ولن يكون على الكائن الحي أن يسعى إلى شيء ينقصه.
عندما أوجد لا يوجد الموت وعندما يكون الموت لن أكون موجودا.
إِن الطبيعة، في نظر الرواقي، هي نفسها الإله، أما في نظر الإبيقوري، فإِنها حدث واقعي يجد فيه الإِنسان الراحة والسلام، ومن الواضح أن الرواقيين والإبيقوريين يستعملون تعبيراً واحداً لتمييز موقف الحكيم هو غياب الاضطراب Ataraxia أو انعدامه وإذا كان هذا الغياب مرتبطاً -عند الرواقيين- بمنطق أنّ الأشياء والموجودات والأحداث مرتبطة بعضها ببعض بعلاقة عليّا متعلقة بالإله فإنه، عند الإبيقوريين، يجب أن يتمَّ من مجرّد فكرة تقول أن كل شيء في العالم يمكن توضيحه من دون حاجة إلى إقحام الآلهة أو القوى السحرية. فالقدر، في نظر إبيقور، غريب تماماً عن الإِنسان الذي يعرف سلام النفس انطلاقاً من اللحظة التي يتوقف فيها عن الخوف من الأحداث الطبيعية، لأنّ بإمكانه أن يوضّحها توضيحاًَ منطقياً وطبيعياً.

### مكانة المدرسة الإبيقورية في تاريخ الفكر الإنساني
سيطرت الإبيقورية على حوض المتوسط بأكمله فوجدت مدرسة إبيقورية في أنطاكية، في القرن الثاني قبل الميلاد وتأثرت المذاهب الفلسفية في الإسكندرية بالأفكار الإبيقورية، أما روما، فمع أنها عرفت الإبيقورية في حياة مؤسسها إبيقور، فإِن إشارات الخطيب الروماني شيشرون الثابتة إلى الإبيقورية تثبت أنها -أي الإبيقورية- ازدهرت فيها وسيطرت عليها في القرن الأول قبل الميلاد. وكذلك وجدت مراكز للإبيقورية في منطقة نابولي الإِيطالية وجوارها. ومع أن الإبيقورية كانت ما تزال مزدهرة في القرنين الأول والثاني الميلاديين، فإِنها أخذت تتفكك تدريجياً لتحلّ محلها المسيحية بمؤسستها الكنسية التي سيطرت على الفكر الأوربي في القرون الوسطى، ولكن ما إِن بدأ النصف الأول من القرن السابع عشر حتى لوحظ نوع من إحياء للإبيقورية سببه معارضة التجريبيين لعقلانية ديكارت، والباعث على هذا الإحياء غاسندي الذي وضع النظرية الحسَّوية للمعرفة الإبيقورية مقابل ديكارتية الأفكار الفطرية، ونصَّرَ نظرية إبيقور الذرية بأن عدّ الإله علة لحركة الذرات، خلافاً لإبيقور ذاته الذي عزا ذلك إِلى الجاذبية الأرضية، كما أنّه رأى في الكون كلاً متماسكاً يتطلب وجود إله كليّ القدرة، ليوضح قوامه وغائيته. وقد حاول غاسندي أن يوفق بين دعوته الكهنوتية وتجريبيته المضادة للديكارتية والمتأثرة بالإبيقورية. ويلاحظ كذلك أن نفعية بنتام وستوارت مل قد تأثرت، في جوانب منها، بالأخلاق الإبيقورية. وقد تكون الإبيقورية أول محاولة، في العالم الغربي، لتأسيس مذهب إِنساني كامل.

#### القانون الإبيقوري
يمّيز إبيقور ثلاثة أقسام في الفلسفة: العلم القانوني والطبيعة والأخلاق. الأول أساس العلم، ويعلم طرائق تمييز الحقيقة من الخطأ، والثاني يبحث في كون الأشياء وفسادها وطبيعتها، والثالث يميّز الأشياء التي توفر حياة سعيدة من الأشياء الضارة التي يجب الابتعاد عنها، والعلم القانوني والطبيعة في خدمة الأخلاق، وغايتهما دراسة الأسس التي تسمح بالتحرر من الآراء الخداعة، للتوصل إلى حياة حرّة هادئة ومتزنة.
والقانون الإبيقوري مختلف عن المنطق الأرسطي التصوري، وعن المنطق الأفلاطوني الديالكتيكي، وكذلك عن المنطق الرواقي الشرطي. إنه منطق لا يحتاج إِلى الكلمات إلا ليشير إِلى ما هو موجود وهو وسيلة للاقتراب من الواقع. وتتجلّى نقطة انطلاق هذا القانون في أنّ هناك أربع سمات للحقيقة: الإِحساسات والتصورات القَبْلية والانفعالات والتصورات الحدسية للفكر.
الإحساس
الإحساس في نظر الإبيقورية، ليس صياغة ذاتية ونسبية كما تعتقد الأفلاطونية، وإنما هو صورة مطابقة للواقع تنشأ من اتصال بين جسمين: الأول خارجي حسي، والآخر ذاتي متعلق بالعضو الحاس، ولما كان الإِحساس خامة تبدأ معارفنا بها، لذا لا يمكن تسويغ صحته بالعقل الذي لا يكون عليه الإتيان بتفاصيل الإِحساس وانتقاده، بل العكس هو الصحيح؛ أي إن الإحساس يفرض نفسه من دون حاجة إلى أي تسويغ، لأن مجاله، برأي إبيقور، متقدّم على مجال العقل. وبذا خالفت الإبيقورية المذاهب العقلية التي اعتقدت أن الإِحساس ليس نقطة انطلاق المعرفة الصحيحة، كما خالفت المذاهب الريبية التي أكّدت استحالة المعرفة. فالإحساس، في نظر الإبيقورية، يمكِّن الإنسان من العيش في توافق مع الطبيعة ومع المجتمع، وفي سلام داخلي. وهو الأساس في الأحلام، لأن الظلال الناجمة عن الموضوعات الغائبة هي التي تنتجها عندما تلاقي الحواس، وهكذا أبعد إبيقور السمة الإِلهية عن الحلم، ليجعل من الإِنسان سيد نفسه ومصيره.
التصور القَبْلي
حين يتكرر الإِحساس يُحدث في الذهن معنى كليّاً يُطبّقه الإِنسان على الجزئيات كلما عرضت له في التجربة. فالإِحساس يسمح للمرء بأن يسأل: «هل هذا الحيوان ثور أم حصان؟» ويصدر أحكاماً تتجاوز التجربة الراهنة، مثل قوله: هذا الشبح الذي أبصره هناك هو شجرة. بيد أن مثل هذه الأحكام لا تصير تصديقات إلا إذا أيدها الإحساس، والأسئلة تعني أننا ندرك معانيها إدراكًا متقدماً على الإِحساس الذي حملنا على إِصدار الأحكام وطرح الأسئلة.
وهكذا فإِن التصور القبلي ليس الأفكار الفطرية كما يدَّعي شيشرون لتناقضها مع مادية إبيقور، وليس فكرة خاصة تبقى في الذهن، كما يؤكد شتاينهارت، وقد تستدعى الإرادة بقصد المقارنة، إنه في الواقع إحساس متكرر يترك فينا طابعاً واضحاً وأكيداً، وفكرة عامة تؤكد تفوّق الإِحساسات، وذلك وفق انطباعات تتركها فينا أحاسيس متقدمة تشبه الأحاسيس المذكورة.
التصورات الحدسية للفكر
لهذا التعبير، الذي يعاين الكون في جملته، منهجان: منهج يؤدي إِلى التصديق بأشياء ليست واقعة في التجربة، مثل الجوهر والخلاء ولا نهاية المادة؛ ومنهج يؤدي إلى استخراج تفاصيل العالم «من نظرة إجمالية»، مثل استخراج الظواهر الجوية من معرفة مفاعيل العناصر، وإِذا كان المنهج الأول يمكّن من إدراك اللامحسوسات، في علاقتها بالمحسوسات، فإن المنهج الآخر، يمكّن من إدراك اللامحسوسات ذاتها.

الطبيعيات الإبيقورية:
يتلخص المبدأ الكبير لطبيعيات إبيقور بأن «لا شيء خلق من لا شيء بفعل قدرة إِلهية»، ولا شيء يمكن أن يرتد إلى العدم. وهذا ما يقود إِلى مبدأ آخر يقول: «إن الكون مؤلف من جسم وفراغ ومكان»؛ نستدل على وجود الأجسام بالحواس، وعلى وجود الفراغ والمكان بضرورتهما، وإِلا فلن يكون هناك مكان تتحرك فيه الأجسام فأجسام هذا العالم، الموجودة بأعداد غير متناهية، وفي امتداد الفراغ غير المحدود، موجودة منذ البدء. «أي اإن العالم كان دائماً، كما هو اليوم، وهو هكذا منذ الأزل». أما فيما يتعلق بالذرات، فإنها، على عددها غير المتناهي، لا يمكن أن تُستنفد بخلق عالم أو عدة عوالم، لذا فمن الضروري وجود عوالم لا تُحصى مشابهة لعالمنا أو مخالفة له.
أما الغاية من دراسة الطبيعة، فهي العيش بأمان تجاه الآخرين والأشياء، ومن ثم الوصول إِلى الرصانة. بيد أنّ هذه الغاية لا يتوصل إِليها إِلاّ من لا يخاف: لا من الأساطير الأخروية، ولا من الظاهرات الطبيعية، ولا من الموت، ولا حتى من الآلهة.
الذرات:
يميّز إبيقور بين نوعين من الأجسام: أجسام مركبة، وعناصر صنعت منها الأجسام المركبة يُطلق عليها الذرات. إن الأجسام المركبة أنظمة مرتبة يمكن أن تفقد من ذراتها، لأن ليس لها هوية مطلقة. أمّا الذرة، فهي عنصر صلب متراص ثابت، لا يحتوي على أي فراغ أو أية مسافة، ومع أن للذرات مقداراً يراوح بين حدّ أعظم وحدّ أصغر، فإِنها تبقى غير منقسمة، وللذرات، بالإضافة إلى خاصة المقدار، خاصتين أخرى ان هما الشكل والوزن. وأشكال الذرة لا يحصى عددها مع أنه متناه، أما وزنها، فهو السبب في حركة سقوطها نحو الأسفل. ومع أنّ وزن الذرات يختلف باختلاف مقدارها وشكلها، فإن هذه الاختلافات لا تؤدي إِلى أي فرق في سرعة السقوط، لأن كل الذرات تسقط في الفراغ بسرعة واحدة وعلى نسق واحد.
الذرات متحركة حركةً محددةً بعناصر ثلاثة هي: الثقل والتصادم والانحراف. والأول هو سبب الحركة العمودية لسقوط الذرات. والثاني يؤدي إِلى تغيير اتجاه الذرة، من دون أن يؤثّر في سرعتها التي تبقى ثابتة. والثالث يطلق على الحركة التلقائية أو الميكانيكية للذرات التي تحملها على التحول خارج خط السقوط بسبب وزنها. وعن طريق نظرية الانحراف هذه تتوضح حرية الإِنسان. وهكذا فإِن حرية الإِنسان تقوم على أسس طبيعية مادية، لا على اعتبارات ميتافيزيقية.
ولما كانت الذرات ثابتة، فلا يمكن أن تُسند إِليها كيفيات متغيرة، كاللون والرائحة والصوت وغيرها. فالكيفيات تتعلق بالأجسام المركبة فقط، وهي إِمّا أن تكون محمولات تعود إِلى الجسم ذاته على الدوام، كالصّور، وإِما أن تكون أعراضاً يمكن أن تعود إِلى الأجسام من وقت إِلى آخر، أي على نحو مؤقت، كالعبودية.
المكان والزمان:
المكان طبيعة موجودة لا تُلْمَس، ولا يقاوِم تحرك الأجسام؛ ويمكن أن يشغله جسم ما، فحيث يوجد الجسم يستمر المكان. وهو، أيضاً، فراغ خالٍ مؤقتاً من أي جسم، وضروري للحركة الدائمة للذرات، إِذ من دونه تستحيل الحركة. وهو كذلك امتداد، وامتداده غير متناه، لأن الفراغ إِذا كان «محدوداً ومحصوراً، لا يستطيع احتواء الأجسام في عدد غير متناهٍ». أما الزمان، فهو «عرض الأعراض»، لا يوجد في ذاته، ولا نحسُّ به «خارجاً عن حركة الأشياء وسكونها». فهو يرافق الأحداث التي منها ينتج الإِحساس به.
النفس:
النفس، في نظر إبيقور، جسم حار لطيف للغاية تكمن فيه جميع القوى، ولكن لا يكون إِحساسا إِلاّ إِذا ارتبطت النفس بالبدن: فهو الذي يتيح لها أن تمارس قدرتها على الإِحساس، كما أنها، بالمقابل، هي التي تجعله حساساً، فإِنْ تفرّق شملهما تبددت النفس إِذ إِنها تتكون معه، وتنحل بانحلاله، فهي إِذن مادية وفاسدة.
النفس مؤلفة من تجمع أربعة أنواع مختلفة من الذرات، تأتي منها خصائص الجسم الحي: النَفَس وتأتي منه الحركة، والهواء ويأتي منه السكون، والحار وتأتي منه الحرارة، وأخيراً نوع رابع يأتي منه الفكر الذي يقوم بنشر «الحركات الإِحساسية في الأعضاء». وهناك تمييز آخر تبقى صلته بالتمييز الأول غير واضحة، وهو التمييز بين الروح والنَفْس: فالروح محلها في القلب، ولها وظيفة وجدانية متمثلة في الإِحساس والفكر والإِرادة؛ والنفس منتشرة في البدن كله ولها وظيفة حيوية قائمة على بث الحياة في الجسم.
وعندما تتحرك ذرات النفس، ويُكرهها الجسم على القيام بحركات معيّنة بنشرها العنصر اللاجسميّ، بما تحمله من إِحساسات بين عناصر النفس الأخرى وخلال الجسم بأكمله، يتولد الإِحساس، فالإِحساسات جميعها تعود إِلى اللمس، حاسة الجسم بأكمله. وانطلاقاً من هذه الفكرة الأساسية عرف الإبيقوريون أنواع الحواس الأخرى من ذوق وسمع وشم ونظر. فغاية نظرية الحساسية هي إِثبات أن الإِنسان كائن يعيش في اتصال وثيق مع ما يحيط به، وفي توافق مع الطبيعة انطلاقاً ممّا يُنقل إِليه من الإِحساسات، التي بها، وليس بالغائية العنائية، يُقوّم الإِنسان. أما الفكر، فإِنه ظاهرة عارضة متولدة من تنضيد الإِحساسات المباشرة وتركيبها. فالفكر يتولّد من الإِحساس، وبتولده منه يعبّر عن مضمونه المجرّد من كل سمة زمانية ومكانية.
 الآلهة:
لم ينف إبيقور مطلقاً وجود الآلهة، بل رفض الأساطير التي أسندها الجمهور إِليها، وعدّ الأفكار التي تُسِندُ إلى طبيعتها دوراً في خلق العالم وتلاحق الزمان من أخطر الأفكار، لأنّ العالم وجد من التقاء الذرات ولا يجوز الاستنجاد بالطبيعة الإِلهية لتوضيح انتظام دوران الكواكب وتلاحق الزمان، إِذ ليس هناك لا عناية ولا قدر، بل كل الأشياء من نتاج المصادفة. وهكذا فإِن الآلهة موجودة، ومن ينفي وجودها كمن ينفي البداهة. فنحن، أولاً، نرى في المنام وفي اليقظة أشباهاً لابدّ أن تكون منبعثة عن الآلهة ذاتها، وهذه تجربة تكفي لإِثبات وجودها وثانياً، عندنا عن الآلهة تصور قبلي بأنها موجودات سعيدة ومغتبطة تحيا في طمأنينة وسعادة كاملتين وثالثاً، لابد من أن يقابل الوجودَ الفاني المتألم وجودٌ دائمٌ سعيدٌ، هو الآلهة المجبولة من مادة نقية خالصة، لا يتطرق إِليها الفساد.
 الأخلاق الإبيقورية:
تهدف الأخلاق الإبيقورية -القائمة على مادية واضحة- إِلى بيان أن مذهب المتعة هو أسهل الطرق إِلى الحكمة؛ على طريق إِعطاء الحكيم إِمكانية إكفاء ذاته بذاته في وحدانية هادئة بعيداً عن الانفعاليين الحمْقى.وهي تدور حول غايتين أساسيتين هما: اللذة، وحالة الطمأنينة والخلو من الهموم. ومع أن التوفيق بين هاتين الغايتين ليس سهلاً، فإِن جوهر الأخلاق الإبيقورية يكمن في الصلة بينهما. بيد أن الغاية الوحيدة التي يسلم بها إبيقور على ما يبدو، هي اللذة. أما الطمأنينة فلا قيمة لها إِلاّ بقدر ما تكون تابعة للذة ومنتجة لها. ولهذا صوّر خصوم الإبيقورية الإبيقوريين في صورة فُسّاق وفَجَرَة لا يردعهم عن شهواتهم روادع. ولكن بعضهم أقر، ولاسيما سنيكا Seneque الرواقي وفورفوريوس الأفلاطوني، بالسمو الأخلاقي للتعاليم الإبيقورية مستشهدين ببعض مبادئها.
والواقع أن مفهوم إبيقور عن اللذة مغاير لمفهوم القورينائيين لها، وذلك لأسباب ثلاثة، أولها، أن إبيقور قد قال بالمتعة الثابتة والمقوّمة، خلافاً للقورينائيين الذين قالوا، بتأثير فكرة هيرقليطس Heraclite في التحوّل والتغيّر، باللذة المتحركة، وثانيها: أنّ إبيقور لم يسلّم إِلاّ بلذة واحدة حسية هي لذة الجسد والبطن، خلافاً للقورينائيين الذين سلموا باللذات الفكرية. وثالثها: أن اللذة، في نظر إبيقور، ليست، كما تخيّلها القورينائيون، حركة وجيشاناً، وإِنما هي لذة تقوم على غياب الألم الجسدي والاضطراب النفسي.
وهنا تبدأ مشكلة التوفيق بين مبدأين إبيقوريين: الأول يقول إِن الخير يتم اختياره دوماً بالإِرادة؛ والآخر يؤكد أن كل لذة خير وكل ألم شر، لكن لا يتم اختيار كل لذة، ولا تحاشي كل شر بالإِرادة دائماً. وهنا يميّز إبيقور، كالقورينائيين، موضوع الإِرادة المتبصرة من الغاية موضوع الميل المباشر. فإِذا كان الميل يحدو إِلى اللذة، فإِن على التبصر بالمقابل أن يزنعواقب كل لذة. وهكذا تُهمل اللذات التي تجرّ فائضاً من الآلام، وتُتحمل الآلام التي تأتي بلذات أكبر.
ولهذا جعل إبيقور اللذات على ثلاث مراتب: اللذات الطبيعية والضرورية التي لا بد من إِشباعها، كالرغبة في الأكل؛ واللذات الطبيعية وغير الضرورية التي تطلب التنوع في إِشباع الحاجة، مثل الرغبة في تناول نوع معين من الطعام من دون غيره؛ وأخيراً اللذات اللا طبيعية واللاضرورية. كالرغبة في تاج، وهي رغبات فارغة باطلة. وهكذا فالحكيم هو من يعلم أنّ أعلى درجات اللذة يمكن بلوغه بإِشباع النوع الأول من الرغبات، أو بالأحرى، بالاكتفاء بالقليل والتلذذ بما تضعه الطبيعة المتبصرة بتصرفه. وهذا المبدأ يبيّن أن ضابط الرغبة لا يقوم في الإِرادة المقابلة لها، وإِنما في اللذة ذاتها.
فالأخلاق الإبيقورية طائفة من التوجيهات التي تلجم الفكر عن الشرود وتردعه عن تجاوز الحدود التي عينتها الطبيعة، والتقيّد بهذا المفهوم يوضح العلاقة بين الفكرتين المحوريتين، اللذة والطمأنينة. فطلب اللذة يستتبع وجوباً كل تلك التمارين العقلية: من تأمل في الحد الطبيعي للرغبات، ومن حساب اللذات، ومن تصور اللذات الماضية أو المستقبلة التي يكوّن جانبها السلبي طمأنينة النفس.
وهكذا يتوصل الحكيم بالعلم القانوني والطبيعيات والأخلاق، إِلى أمور أربعة هي التالية: عدم الخوف من المغيّبات، وعدم الخوف من الموت، والحصول على الخير بسهولة، واحتمال الألم بسهولة. فالحكيم إِذن موجود حرّ، تحرّر من فكرة الضرورة ومن الآخرين، أي إِنّه من دون سيّد، ويكفي ذاته بذاته. وصفوة القول إِنّ إبيقور إِنسان فكَّر بتعمق حول تفسّخ الأخلاق وحول الصيغ المختلفة للهستيريات الجماعية، وأراد، من خلال رسالته إِلى معاصريه، أن يبيّن لهم أن على الإِنسان أن يكون سيد قدره.
يدل تقارب العديد من الإتجاهات الفلسفية المعاصرة مع تعليمات إبيقور علي أن أسس المذهب الإبيقوري لا تزال سليمة وعلي أن أهميتها لمستقبل الفلسفة ل تقل عما كانت لماضيها/ هذا بصرف النظر عن سوء الفهم البالغ التي تعرضت له أفكار إبيقور من كثير من معاصريه. في مقدمته لقراء أبقراط، قام د/س. هاتشنسن بشرح التعريفات المختلفة للإبيقورية علي مر العصور وجائت كالآتي:
«أنشأ إبيقور نظامياً فلسفيا وأسلوباً للحياة يستحقا احترامنا بل وولاءنا. ذلك النظام الحياتي الإبيقوري أغري الآلاف لاتباعه والالتزام به في المجتمعات البحرمتوسطية القديمة التي ظلت متماسكة لمئات السنين. ولكن، منذ بداية مسيرته التعليمية لم تسلم رسالة إبيقور من الاعتراضات ومحاولات التشويه من فلاسفة أكاديميين وسلطات سياسية ثم دينية مسيحية. لم يحدث رغم كل ذلك أن هجر الإبيقوريون فكرهم أو أبدلوه بفكر فلسفي آخر بل علي العكس كانت المدارس الفلسفية الأخري تفقد طلابها لصالح المدرسة الإبيقورية، لماذا؟ لأنهم ببساطة وجدوا أن لهذا الفكر معني حقيقي ومنطق متماسك. فسر أركيسلوس -فيلسوف من ألد خصوم إبيقور- إقبال الفلاسفة علي الفكر الإبيقوري بطريقة حادة لا تخلو من الازدراء فقال:» يمكنك أن تحول رجلاً سليماً إلي رجل مخصي ولكنك لا يمكنك أن تفعل العكس«. بينما في العصور الحديثة، حاول منتقدو إبيقور تقديمه كإنسان كسول، سطحي، عاشق للملذات، غير أخلاقي وفلسفته كتقليد سيئ وملحد للفلسفة الحقيقية. في أيامنا هذه، كلمة إبيقورية أصبحت تعني عكسها فصارت حماسة مدعية لكل ما هو باهظ الثمن من طعام وشراب. لذا، أرجو منكم أن تحظوا بالشجاعة الكافية لتجاهل ألفي عام من الأفكار المسبقة الخاطئة وإعطاء هذا الفيلسوف القدر الذي يستحقه»

## وصلات خارجية
- إبيقور على موقع الموسوعة البريطانية (الإنجليزية)
- إبيقور على موقع إن إن دي بي (الإنجليزية)
- إبيقور على موقع ديسكوغز (الإنجليزية)